# Fabián Núñez
Fabián Israel Núñez Cortés (Santiago, Chile, 25 de junio de 1992) es un futbolista chileno. Su puesto es de extremo por izquierda  y actualmente juega en Deportes Concepción de la Primera B de Chile.  

## Trayectoria
Producto de las divisiones inferiores de Coquimbo Unido, luego pasó a las juveniles de Santiago Morning, donde debutó con el primer equipo durante la temporada 2011. En julio de 2016, es anunciada su cesión a Cobresal de la Primera División. En enero de 2018, regresa al conjunto microbusero.
En 2019, es anunciado como nuevo jugador de Rangers de la Primera B de Chile.Tras dos campañas irregulares, en febrero de 2021 es anunciada su cesión a Deportes Copiapó de la misma división. Terminado su contrato con Rangers, en febrero de 2022 se anuncia su fichaje por Deportes Puerto Montt de la B Chilena.Para la temporada 2023, es presentado como nuevo jugador de Deportes Temuco de la misma división. El 18 de diciembre de 2023 es anunciada su renovación con el equipo temuquense por toda la temporada 2024.El 6 de junio de 2024 es anunciado su fichaje por Deportes Concepción de la Segunda división profesional.

## Selección nacional
En el 2010 fue nominado a la selección nacional de futsal que disputará el sudamericano de la categoría sub-20, donde su equipo no logró superar la fase grupal al no ganar ningún partido.

## Estadísticas
| Club                          | Div.          | Temporada     | Liga  | Liga  | Copas nacionales | Copas nacionales | Torneos internacionales | Torneos internacionales | Total | Total |
| Club                          | Div.          | Temporada     | Part. | Goles | Part.            | Goles            | Part.                   | Goles                   | Part. | Goles |
| ----------------------------- | ------------- | ------------- | ----- | ----- | ---------------- | ---------------- | ----------------------- | ----------------------- | ----- | ----- |
| Santiago Morning · Chile      | 1.ª           | 2011          | 16    | 1     | 2                | 0                | —                       | —                       | 16    | 1     |
| Santiago Morning · Chile      | 2.ª           | 2012          | 28    | 4     | 4                | 1                | —                       | —                       | 32    | 5     |
| Santiago Morning · Chile      | 2.ª           | 2013          | 7     | 1     | 6                | 0                | —                       | —                       | 13    | 1     |
| Santiago Morning · Chile      | 2.ª           | 2013-14       | 30    | 5     | 6                | 0                | —                       | —                       | 36    | 5     |
| Santiago Morning · Chile      | 2.ª           | 2014-15       | 36    | 6     | 6                | 0                | —                       | —                       | 42    | 6     |
| Santiago Morning · Chile      | 2.ª           | 2015-16       | 24    | 3     | 7                | 1                | —                       | —                       | 31    | 4     |
| Santiago Morning · Chile      | Total club    | Total club    | 141   | 20    | 31               | 2                | 0                       | 0                       | 172   | 22    |
| Cobresal · Chile              | 1.ª           | 2016-17       | 13    | 1     | —                | —                | —                       | —                       | 13    | 1     |
| Cobresal · Chile              | 1.ª           | 2017          | 5     | 0     | —                | —                | —                       | —                       | 5     | 0     |
| Cobresal · Chile              | Total club    | Total club    | 18    | 1     | 0                | 0                | 0                       | 0                       | 18    | 1     |
| Santiago Morning · Chile      | 2.ª           | 2018          | 28    | 4     | 0                | 0                | —                       | —                       | 13    | 1     |
| Santiago Morning · Chile      | Total club    | Total club    | 28    | 4     | 0                | 0                | 0                       | 0                       | 28    | 4     |
| Rangers · Chile               | 2.ª           | 2019          | 8     | 0     | 8                | 0                | —                       | —                       | 16    | 0     |
| Rangers · Chile               | 2.ª           | 2020          | 11    | 0     | —                | —                | —                       | —                       | 11    | 0     |
| Rangers · Chile               | Total club    | Total club    | 19    | 0     | 8                | 0                | 0                       | 0                       | 27    | 0     |
| Deportes Copiapó · Chile      | 2.ª           | 2021          | 29    | 5     | 2                | 0                | —                       | —                       | 31    | 5     |
| Deportes Copiapó · Chile      | Total club    | Total club    | 29    | 5     | 2                | 0                | 0                       | 0                       | 31    | 5     |
| Deportes Puerto Montt · Chile | 2.ª           | 2022          | 33    | 7     | 2                | 0                | —                       | —                       | 35    | 7     |
| Deportes Puerto Montt · Chile | Total club    | Total club    | 33    | 7     | 2                | 0                | 0                       | 0                       | 35    | 7     |
| Deportes Temuco · Chile       | 2.ª           | 2023          | 31    | 7     | 4                | 0                | —                       | —                       | 35    | 7     |
| Deportes Temuco · Chile       | 2.ª           | 2024          | 0     | 0     | 0                | 0                | —                       | —                       | 0     | 0     |
| Deportes Temuco · Chile       | Total club    | Total club    | 31    | 7     | 4                | 0                | 0                       | 0                       | 35    | 7     |
| Total carrera                 | Total carrera | Total carrera | 299   | 44    | 47               | 2                | 0                       | 0                       | 3466  | 46    |
| 1. 2.                         |               |               |       |       |                  |                  |                         |                         |       |       |

### Tripletes
Partidos en los que anotó tres o más goles:
 Actualizado de acuerdo al último partido jugado el 27 de agosto de 2023.
| Partidos en los que anotó tres o más goles | Partidos en los que anotó tres o más goles | Partidos en los que anotó tres o más goles | Partidos en los que anotó tres o más goles | Partidos en los que anotó tres o más goles | Partidos en los que anotó tres o más goles | Partidos en los que anotó tres o más goles |
| N.º                                        | Fecha                                      | Estadio                                    | Partido                                    | Goles                                      | Resultado                                  | Competición                                |
| ------------------------------------------ | ------------------------------------------ | ------------------------------------------ | ------------------------------------------ | ------------------------------------------ | ------------------------------------------ | ------------------------------------------ |
| 1                                          | 15 de julio de 2023                        | Germán Becker, Temuco                      | Deportes Temuco- Rangers                   |                                            | 3-0                                        | Primera B de Chile 2023                    |

## Palmarés

### Campeonatos nacionales
| Título           | Equipo              | País  | Año  |
| ---------------- | ------------------- | ----- | ---- |
| Segunda División | Deportes Concepción | Chile | 2024 |